# Stadsprijs Geraardsbergen 1968
De 37e editie van de Belgische wielerwedstrijd Stadsprijs Geraardsbergen werd verreden op 28 augustus 1968. De start en finish vonden plaats in Geraardsbergen. De winnaar was André Hendrickx, gevolgd door Jaak De Boever en Willy Donie.

## Uitslag
| Stadsprijs Geraardsbergen 1968 |                 |                         |      |
| Plaats                         | Naam            | Ploeg                   | Tijd |
| Winnaar                        | André Hendrickx | Pull Over Centrale-Novy |      |
| 2                              | Jaak De Boever  | Flandria-De Clerk       |      |
| 3                              | Willy Donie     | Flandria-De Clerk       |      |

1912 · 1913 · 1914–1926 · 1927 · 1928–1932 · 1933 · 1934 · 1935 · 1936 · 1937 · 1938 · 1939 · 1940 · 1941 · 1942 · 1943 · 1944 · 1945 · 1946 · 1947 · 1948 · 1949 · 1950 · 1951 · 1952 · 1953 · 1954 · 1955 · 1956 · 1957 · 1958 · 1959 · 1960 · 1961 · 1962 · 1963 · 1964 · 1965 · 1966 · 1967 · 1968 · 1969 · 1970 · 1971 · 1972 · 1973 · 1974 · 1975 · 1976 · 1977 · 1978 · 1979 · 1980 · 1981 · 1982 · 1983 · 1984 · 1985 · 1986 · 1987 · 1988 · 1989 · 1990 · 1991 · 1992 · 1993 · 1994 · 1995 · 1996 · 1997 · 1998 · 1999 · 2000 · 2001 · 2002 · 2003 · 2004 · 2005 · 2006 · 2007 · 2008 · 2009 · 2010 · 2011 · 2012 · 2013 · 2014 · 2015 · 2016 · 2017 · 2018 · 2019 · 2020 · 2021 · 2022